# Christopher Koskei
Christopher Koskei (14 augustus 1974; ook wel Christopher Kosgei, eigenlijk Christopher Cherono Kipkosgei) is een voormalig Keniaans steeplechaseloper.
In 1993 werd Koskei tweede op het Afrikaans kampioenschap 3000 meter steeplechase. Op de wereldkampioenschappen atletiek 1995 in Göteborg won hij op blote voeten een zilveren medaille. In 1999 won hij op de WK atletiek in Sevilla de enige gouden medaille voor Kenia op dit kampioenschap. Zoals een aantal andere Kenianen loopt Koskei zijn wedstrijden blootvoets.
In 1999 was een miljoen dollar prijzengeld beschikbaar gesteld voor de atleet die alle zeven kampioenschappen van de IAAF Golden League in dezelfde discipline zou winnen. Op 11 augustus werd er een afspraak gemaakt tussen de Kenianen Bernard Barmasai en Koskei, waarbij de laatste genoemde zijn wedstrijd expres verloren zou laten gaan, om zo Barmasai aan zijn overwinning te helpen. Deze afspraak kwam echter aan het licht.
Zijn broer Abraham Koskie is eveneens een steeplechase loper.

## Titels
- Wereldkampioen 3000 m steeplechase - 1999

## Persoonlijke records
| Onderdeel           | Prestatie | Datum            | Plaats |
| ------------------- | --------- | ---------------- | ------ |
| 3.000 m             | 7.54,75   | 18 augustus 1995 | Keulen |
| 5.000 m             | 13.40,17  | 11 mei 1996      | Osaka  |
| 10.000 m            | 29.45,62  | 1996             |        |
| marathon            | 2:17.21   | 7 november 2004  | Athene |
| 3000 m steeplechase | 8.05,43   | 11 augustus 1999 | Zürich |

## Palmares

### 3000 m steeplechase
Kampioenschappen
- 1993:  Afrikaanse kampioenschappen - 8.24,58
- 1995:  WK - 8.09,30
- 1999:  WK - 8.11,76
- 1999:  Afrikaanse kampioenschappen - 8.41,35
- 1999:  Universiade - 8.31,19

Golden League-podiumplekken
- 1999:  Herculis – 8.10,69
- 1999:  Weltklasse Zürich – 8.05,43
- 1999:  Memorial Van Damme – 8.07,08

### marathon
- 2004:  marathon van Athene - 2:17.19
- 2005: 10e marathon van Brussel - 2:26.01

### Veldlopen
- 1993:  WK veldlopen junioren - 20.20

1983 Patriz Ilg ·
1987 Francesco Panetta ·
1991 Moses Kiptanui ·
1993 Moses Kiptanui ·
1995 Moses Kiptanui ·
1997 Wilson Boit Kipketer ·
1999 Christopher Koskei ·
2001 Reuben Kosgei ·
2003 Saif Saaeed Shaheen ·
2005 Saif Saaeed Shaheen ·
2007 Brimin Kipruto ·
2009 Ezekiel Kemboi ·
2011 Ezekiel Kemboi ·
2013 Ezekiel Kemboi ·
2015 Ezekiel Kemboi ·
2017 Conseslus Kipruto ·
2019 Conseslus Kipruto ·
2022 Soufiane El Bakkali ·
2023 Soufiane El Bakkali